# Słoboda Buszańska
Słoboda Buszańska (ukr. Слобода-Бушанська) – wieś na Ukrainie, w obwodzie winnickim, w rejonie jampolskim, nad Murafą.
W czasach Rzeczypospolitej wieś leżała w województwie bracławskim. Odpadła od Polski w wyniku II rozbioru.